# Шама, Саймон
Саймон Шама (англ. Simon Schama; род. 13 февраля 1945, Лондон) — британо-американский историк и создатель документальных фильмов. Специализируется на истории искусств, истории Голландии, истории евреев и истории Франции.
Университетский профессор Колумбийского университета. Член-корреспондент Британской академии, член Королевского литературного общества, рыцарь-бакалавр. Он «является одним из самых влиятельных культурных и политических комментаторов в средствах массовой информации».

## Биография
Саймон Шама происходит из семьи евреев-мигрантов.
В 1966—1976 годах был членом (fellow) Колледжа Христа, Кембриджский университет.
В 1976—1980 годах был членом (fellow) и преподавателем современной истории в Брасенос-колледже, Оксфордский университет.
В 1980—1993 годах занимал кафедры профессора истории, профессора социальных наук Мелона и профессора гуманитарных исследований Уильяма Кенана в Гарвардском университете.
Преподавал в Высшей школе социальных наук в Париже.
Занимает позицию университетского профессора (university professor) в Департаменте истории искусства и археологии Колумбийского университета.

## Работы

### Книги
- «Патриоты и освободители» (Patriots and Liberators: Revolution in the Netherlands 1780—1813; 1977)
- «Два Ротшильда и Земля Израиля» (Two Rothschilds and the Land of Israel; 1978)
- «Смущение богатых[англ.]» (The Embarrassment of Riches: An Interpretation of Dutch Culture in the Golden Age; 1987)
- «Граждане: хроника Французской революции[англ.]» (Citizens: A Chronicle of the French Revolution; 1989)
- Dead Certainties: Unwarranted Speculations (1991)
- «Ландшафт и память» (Landscape and Memory; 1995)
- Rembrandt’s Eyes (1999)
  - Глаза Рембрандта / [Перевод с англ. В. Ахтырской]. — Санкт-Петербург : Азбука, 2017. — 956 с. : ил., цв. ил., портр. ISBN 978-5-389-10756-4
- «История Британии[англ.]» (A History of Britain)
  - Том 1: The Edge of the World (2000)
  - Том 2: The British Wars (2001)
  - Том 3: The Fate of the Empire (2002)
- Hang Ups: Essays on Art (2004)
- Rough Crossings[англ.] (2005)
- Simon Schama’s Power of Art (2006)
  - Сила искусства / [Пер. с англ. Л. Высоцкого, О. Якименко]. — Санкт-Петербург : Азбука, 2017. — 478, [1] с. : цв. ил. ISBN 978-5-389-10907-0
- The American Future: A History (2009)
- Scribble, Scribble, Scribble: Writing on Politics, Ice Cream, Churchill and My Mother (2011)
- The Story of the Jews, Volume I: Finding the Words, 1000 BCE-1492 CE (2013)
  - История евреев: обретение слов, 1000 год до н. э. — 1492 год н. э. — Гонзо, 2018. — 496 с. ISBN 978-5-904577-63-6

### Документальные фильмы
- «Ландшафт и память» (Landscape and Memory; 1995), 5 серий
- Rembrandt: The Public Eye and the Private Gaze (1995)
- «История Британии[англ.]» (A History of Britain by Simon Schama) — BBC (2000), 15 серий
- Murder at Harvard — PBS (2003)
- Rough Crossings — BBC (2005)
- «Сила искусства[англ.]» (Simon Schama’s Power of Art) — BBC (2006), 8 серий
- The American Future: A History[англ.] — BBC (2008), 4 серии
- Simon Schama’s John Donne — BBC (2009)
- Simon Schama’s: Obama’s America — BBC (2009)
- Simon Schama’s Shakespeare — BBC (2012)
- «История евреев (сериал)[англ.]» (The Story of the Jews) — BBC (2013), 5 серий
- Schama on Rembrandt: Masterpieces of the Late Years — BBC (2014)
- The Face of Britain by Simon Schama — BBC (2015), 5 серий
- Civilisations[англ.] — BBC (2018), 5 из 9 серий

## Награды

### Премии
- 1977: Премия Вульфсона по истории[англ.] за «Патриотов и освободителей»
- 1977: Премия Лео Гершоя[англ.] за «Патриотов и освободителей»
- 1987: Лучшая книга года по версии Нью-Йорк Таймс за «Смущение богатых»
- 1989: Лучшая книга года по версии Нью-Йорк Таймс за «Граждане: хроника Французской революции»
- 1990: Книжная премия NCR[англ.] за «Граждане: хроника Французской революции»
- 1992: Премия Американской академии искусств и литературы в номинации «Литература»
- 1996: Премия Лайонела Триллинга за «Ландшафт и память»
- 1996: National Magazine Awards[англ.] за критические статьи в газете The New Yorker
- 1996: Литературная премия WHSmith за «Ландшафт и память»
- 2001: Сент-Луисская литературная премия[англ.]
- 2006: Премия Национального круга книжных критиков автору нон-фикшна за Rough Crossings
- 2011: Награда The Kenyon Review за литературные достижения
- 2015: Премия Фельтринелли по истории

### Другое
- 1995: Почётный член (honorary fellow) Колледжа Христа, Кембриджский университет
- 2001: Командор Ордена Британской империи
- 2015: Член-корреспондент (corresponding fellow) Британской академии
- 2017: Член (fellow) Королевского литературного общества
- 2018: Рыцарь-бакалавр за заслуги по истории